# Фоке, Вильгельм
Вильгельм Август Теодор Фоке (нем. Wilhelm August Theodor Vocke; 9 февраля 1886, Форхайм, Бавария, Германская империя — 19 сентября 1973, Франкфурт-на-Майне, ФРГ) — немецкий банкир и государственный деятель, президент Совета директоров Банка немецких земель (1948—1957).

## Биография
Родился в семье протестантского пастора в Ауфхаузене, свое детство провел в Мосбахе, куда отца перевели три года спустя. В 1908 г. окончил Университет Эрлангена — Нюрнберга, после промежуточной аттестации переехал в Росток, а затем — в Берлин.
После работы в Берлинском патентном ведомстве с 1913 по 1918 г. работал в имперском министерстве внутренних дел под руководством государственного секретаря Клеменса фон Дельбрюка, а затем — Карла Гельфериха.
С 1919 по 1939 гг. он был членом совета директоров немецкого Рейхсбанка. В письме от 7 января 1939 г. Адольфу Гитлеру Воке вместе с другими членами правления Рейхсбанка он сообщил об истощении золотых резервов и риске инфляции, 1 февраля он был уволен с должности. В рамках Нюрнбергского процесса он был допрошен в качестве свидетеля защиты Ялмара Шахта.
В 1948—1957 гг. — президент Совета директоров Банка немецких земель. С августа по декабрь 1957 г. исполнял обязанности первого президента Бундесбанка. На этом посту считался последовательным сторонником стабильной валюты, также инициировал ряд непопулярных мер, таких, как многократное повышение процентной и ломбардных ставок. Его приверженность стабильной валюте и независимая кредитно-финансовая политика банка привела к напряженным отношениям с федеральным канцлером Конрадом Аденауэром.

## Избранные труды
- «Валюта вкладчика», Франкфурт-на-Майне (1950)
- «Здоровые деньги», Сборник речей и очерков о денежно-кредитной политике. Серия по денежно-кредитной и финансовой политике, Том 1. Франкфурт-на-Майне (1956)
- «К стабильности валюты», Кёльн (1957)
- «Цена стабильной валюты», Кельн (1958)
- «Путь к поддержанию денежной стоимости на национальном и международном уровнях» [Лекция], Эссен (1962)
- «Мемуары-воспоминания бывшего президента Бундесбанка», Штутгарт (1973)

## Награды и звания
Большой крест ордена «За заслуги перед Федеративной Республикой Германия».